# Rai Corporation
Rai Corporation - Italian Radio TV System è stata una società della Rai che produceva, distribuiva e commercializzava programmi radiofonici e televisivi del proprio gruppo negli Stati Uniti. La società era posseduta completamente dalla RAI, e a sua volta era proprietaria di Rai Corporation Canada.
Fondata il 20 gennaio del 1960, aveva la sua sede principale nel quartiere di Manhattan, a New York. Esisteva fino al 2010 anche una filiale a Montevideo, in Uruguay (Representacion para las Americas).
Nell'autunno del 2011, in un piano di riduzione dei costi per raggiungere il pareggio di bilancio, il CDA ha stabilito la chiusura della società. Il 1º gennaio 2012 sono state consegnate le lettere di licenziamento ai dipendenti. Il 12 aprile 2012 è stato l'ultimo giorno di lavoro per i dipendenti, dato che in tale giorno la società ha cessato tutte le sue attività. Il direttore generale Lorenza Lei in varie interviste ha dichiarato che la chiusura non costituisce un depotenziamento delle attività dell'azienda all'estero, ma è solamente una variazione del modello di produzione.
Dopo la chiusura tutti i beni della società sono stati messi all'asta on line (dalle apparecchiature di ripresa, agli strumenti satellitari, alle scrivanie). La vendita è avvenuta dalle 7 del mattino del 2 maggio 2012 alle 10 del 3 maggio 2012.

## Presidenti del Consiglio di Amministrazione
- 1992 - 1994: Carlo Fuscagni
- 1994 - 1997: Giuliana Del Bufalo
- 1997 - 2000: Giancarlo Leone
- 2000 - 2007: Mario Bona
- 2007 - 2009: Fabrizio Maffei
- 2009 - 12 aprile 2012: Massimo Magliaro

## Direttori Generali
- Angela Buttiglione
- Guido Corso